# Vol ValuJet 592
Vous lisez un « bon article » labellisé en 2020.
Le 11 mai 1996, le Douglas DC-9 effectuant le vol ValuJet 592 entre l'aéroport international de Miami en Floride et l'aéroport international Hartsfield-Jackson d'Atlanta en Géorgie s'écrase dans les Everglades environ dix minutes après avoir décollé de Miami, tuant les 110 personnes à bord.
L'enquête du Conseil national de la sécurité des transports américain (NTSB) révèle qu'un incendie dans la soute cargo, située juste en dessous de la cabine passagers, est à l'origine de l'accident. Des générateurs chimiques d'oxygène, pourtant interdits dans les avions commerciaux, ont pris feu et entretenu des flammes dans la soute, supposée hermétique. L'incendie s'est ensuite propagé au reste de l'avion, détruisant les systèmes électriques et de commandes de vol, le rendant hors de contrôle pour les pilotes. La responsabilité de l'accident est partagée entre SabreTech, un sous-traitant chargé de la maintenance, qui n'a pas correctement stocké, emballé et manipulé des matières dangereuses, la compagnie aérienne ValuJet Airlines et la Federal Aviation Administration (FAA) pour son manque de surveillance.
Avant l'accident, la compagnie aérienne dispose déjà d'un mauvais dossier de sécurité et l'évènement attire davantage l'attention sur les problèmes de cette dernière. En outre, ses avions sont cloués au sol pendant plusieurs mois après l'accident. Lorsque les opérations reprennent, ValuJet enregistre une baisse importante du nombre de ses passagers. Afin de faire oublier une image de marque ternie, les dirigeants choisissent de renommer les opérations de l'entreprise au profit d'AirTran Airways, compagnie acquise par ValuJet un an après l'accident.

## Contexte

### Secteur aérien
Jusqu'à la fin des années 1970, le transport aérien aux États-Unis est largement réglementé par le gouvernement fédéral, qui décide notamment des routes, des prix et des compagnies aériennes autorisées à entrer sur le marché. En octobre 1978, le président Jimmy Carter signe le Airline Deregulation Act, autorisant les compagnies aériennes à prendre toutes les décisions concernant les routes, leur fréquence et les tarifs appliqués. Cette déréglementation, signifiant une nouvelle liberté des prix, marque également le début de l'entrée de nouveaux acteurs dans le secteur du transport aérien américain. Seule la sécurité aérienne reste contrôlée par une agence gouvernementale, la Federal Aviation Administration (FAA).
Ainsi, dans les années 1980, la concurrence s'accroît largement, faisant mécaniquement chuter les prix et rendant accessible les voyages en avion pour des catégories de populations qui ne pouvaient pas se le permettre auparavant. Une première vague de compagnies aériennes à bas prix fleurissent au début des années 1980 à l'instar de America West Airlines, Midwest Airlines, New York Air ou encore PEOPLExpress. Au milieu des années 1990, une nouvelle vague voit le jour avec des compagnies telles que Frontier Airlines ou ValuJet Airlines.

### Compagnie aérienne

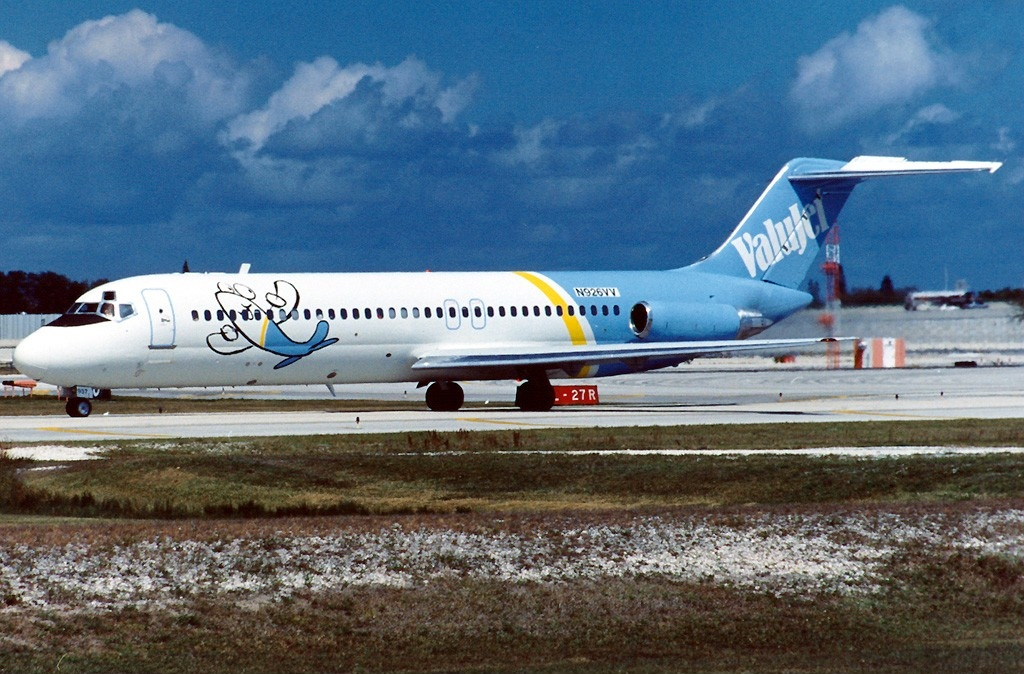
Un Douglas DC-9 de ValuJet Airlines, ici photographié à l'aéroport international de Fort Lauderdale-Hollywood en mars 1995. L'image de marque de la compagnie se basait sur l'abordabilité de ses voyages, prenant pour slogan : Des tarifs bas tous les jours, partout où nous volons,.

La compagnie aérienne ValuJet Airlines est fondée en 1992 et commence ses opérations en octobre 1993,. Dès l'année suivante, elle connaît une ascension fulgurante et devient la compagnie aérienne ayant connu l'une des plus rapides rentabilités de l'histoire de l'aviation américaine. En octobre 1995, elle passe une commande pour cinquante McDonnell Douglas MD-95 (renommé par la suite Boeing 717), devenant la compagnie de lancement de l'appareil.
Nombre des mesures prises pour maintenir les tarifs bas étaient très agressives, même par rapport aux normes des compagnies aériennes à bas prix. Ainsi, la plupart de ses avions sont achetés d'occasions auprès d'autres compagnies partout dans le monde, un minimum de formation est dispensée aux salariés et certains services comme l'entretien des avions sont délégués à des sous-traitants, qui eux-mêmes délèguent certaines tâches à d'autres entreprises,. À l'époque, la flotte de ValuJet se trouve parmi les plus anciennes aux États-Unis, avec une moyenne d'âge d'environ vingt-six ans.
Ainsi, la société connaît rapidement une réputation laxiste au niveau de sa sécurité,. Dès 1994, des préoccupations grandissent au sein de la Federal Aviation Administration (FAA) sur les problèmes de la compagnie, même si cette dernière reste toujours considérée comme en conformité avec les réglementations fédérales,,. Après 1994, les problèmes s'aggravent avec notamment 114 atterrissages d'urgence recensés entre 1995 et mai 1996, dont la moitié dans ces cinq premiers mois de l'année. À cette époque, le taux d'accidents de ValuJet était non seulement l'un des plus élevés du secteur à bas prix, mais il était près de quatorze fois supérieur à celui des grandes compagnies aériennes américaines,,.

### Avion et équipage

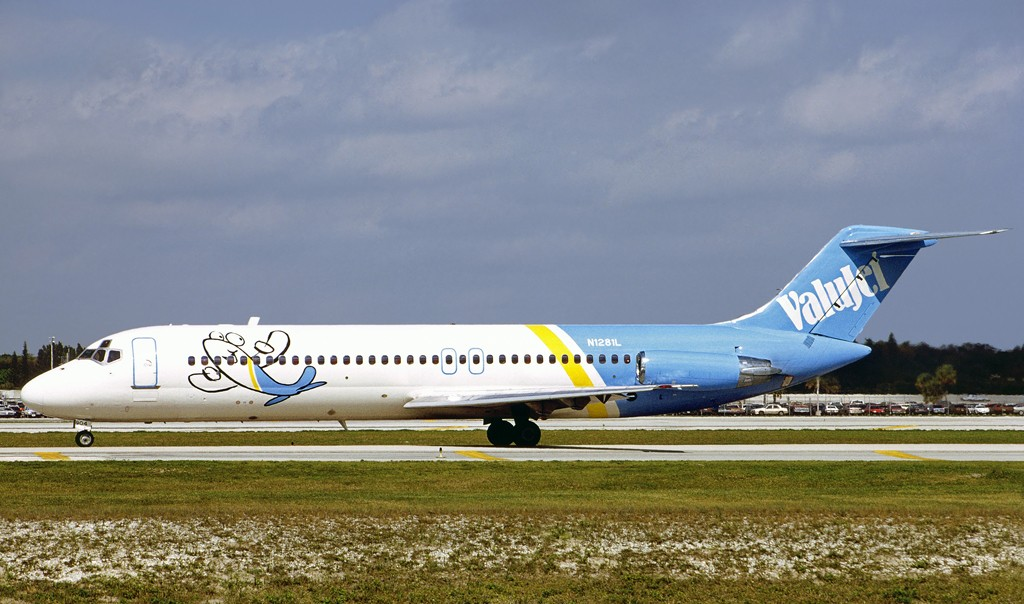
L'appareil impliqué dans l'accident du vol 592, ici à l'aéroport international de Fort Lauderdale-Hollywood en février 1995, avec son ancienne immatriculation (N1281L).

L'avion impliqué est un Douglas DC-9-32 âgé de vingt-sept ans, numéro de série 47377 et immatriculé N904VJ,. Il effectue son premier vol en avril 1969 avant d'être livré à Delta Air Lines en juillet de la même année, sous l'immatriculation N1281L. La compagnie l'utilise jusqu'en 1992 avant de le revendre à McDonnell Douglas, qui le vend à son tour à ValuJet Airlines l'année suivante,. Au moment de l'accident, il cumule plus de 68 400 heures de vol,.
Au cours des deux années précédentes, l'avion subit une série d'incidents dont deux décollages interrompus et huit atterrissages d'urgence. Des problèmes de moteur et de pressurisation sont les causes principales dans plusieurs de ces incidents. De plus, au cours de l'année 1995, la FAA publie une directive afin de recâbler les cockpits de Douglas DC-9 en raison d'un risque de déclenchement d'un « incendie et d'une fumée incontrôlée dans tout le poste de pilotage à la suite de frottements et de courts-circuits dans les faisceaux de câbles électriques ».
L'équipage du poste de pilotage est composé du commandant de bord Candalyn Kubeck, âgée de trente-cinq ans et cumulant 8 928 heures de vol, dont 2 116 à bord du DC-9, et de l'officier pilote de ligne Richard Hazen, âgé de cinquante-deux ans et comptant plus de 11 800 heures de vol à son actif, dont 2 148 heures sur DC-9. De plus, le personnel navigant commercial (PNC) est composé de trois agents de bord.

## Déroulement du vol

### Départ et premiers signes de fumée
Le vol ValuJet 592 est une liaison aérienne prévue reliant l'aéroport international de Miami en Floride, aux États-Unis, à l'aéroport international Hartsfield-Jackson d'Atlanta en Géorgie, avec un temps de vol d'environ une heure et trente minutes. Dans l'après-midi du 11 mai 1996, le Douglas DC-9 effectuant la route transporte 105 passagers, ainsi qu'un équipage de deux pilotes et trois agents de bord, portant à cent-dix le nombre total de personnes à bord. L'avion quitte la porte d'embarquement vers 13 h 40 heure avancée de l'est et commence son roulage vers la piste quelques minutes plus tard. À 14 h 4, le DC-9 décolle de la piste 9L après un retard d'une heure et quatre minutes en raison de problèmes mécaniques sur le vol précédent. Trois minutes plus tard, le contrôleur aérien demande à l'équipage de monter à 16 000 pieds (4 880 mètres).
À 14 h 10, alors que l'avion vole aux alentours de 10 650 pieds (3 250 mètres) au-dessus du niveau de la mer à une vitesse de 260 nœuds (480 km/h), les pilotes entendent un bruit sourd et remarquent que les systèmes de l'avion perdent de la puissance électrique. La commandant de bord déclare alors : « Qu'est-ce que c'était ? », ce à quoi le copilote répond : « Je ne sais pas ». Quelques secondes plus tard, un agent de bord entre dans le cockpit et informe les pilotes d'un incendie dans la cabine passagers. Les cris des passagers « feu, feu, feu » ont été enregistrés sur l'enregistreur phonique du poste de pilotage (CVR, cockpit voice recorder) lorsque la porte a été ouverte, bien que le manuel de formation du personnel navigant commercial (PNC) de ValuJet impose de garder fermée la porte du poste de pilotage lorsque de la fumée ou d'autres gaz nocifs peuvent être présents dans la cabine. Cependant, l'interphone n'étant plus fonctionnel, il était difficile d'informer les pilotes de la situation. L'enregistreur de données de vol (FDR, flight data recorder) a indiqué une défaillance progressive des systèmes électriques et de commandes de vol du DC-9 en raison de la propagation de l'incendie.
Kubeck et Hazen ont immédiatement demandé au contrôle de la circulation aérienne un retour sur Miami en raison de l'augmentation de la fumée dans le cockpit et dans la cabine, et ont reçu des instructions pour un retour à l'aéroport. Une minute plus tard, Hazen demande quel est l'aéroport disponible le plus proche. Kubeck a commencé à faire virer l'avion à gauche en vue du retour sur Miami.

### Disparition des radars
Le vol 592 disparaît des radars à 14 h 13 min 42 s, heure exacte à laquelle il s'est écrasé. Des témoins oculaires ont vu l'avion s'incliner brusquement, pencher sur le côté et plonger dans la zone de gestion de la faune Francis S. Taylor dans les Everglades, à quelques kilomètres à l'ouest de Miami, à une vitesse supérieure à 816 km/h. Personne n'a survécu à l'accident,,,. De plus, le lieu de l'accident a rendu la récupération de l'avion et des victimes extrêmement difficile. La route la plus proche se trouvait à plus de 400 mètres du lieu du crash, et l'emplacement de l'accident lui-même était un marécage en eau profonde avec un sol en calcaire solide. L'avion a été détruit à l'impact, sans laisser de gros morceaux de fuselage. Les cladium, la présence d'alligators et le risque d'infection bactérienne résultant des coupures ont tourmenté les chercheurs impliqués dans l'effort de récupération,.

Selon le rapport du NTSB, deux témoins pêchant à proximité ont déclaré « avoir vu un avion volant à basse altitude avec une inclinaison importante ». Selon ces témoins, à mesure que l'inclinaison augmentait, le nez de l'avion a chuté et a continué de descendre. L'avion a heurté le sol dans une position presque verticale. Plusieurs passagers d'un petit avion privé ont également été témoins de l'accident et ont fourni un compte rendu presque identique, déclarant que le vol 592 semblait « disparaître » après avoir heurté le marais et qu'ils ne pouvaient rien voir, mais que de petits débris épars, une partie d'un moteur et une grande mare de kérosène flottaient près du lieu de l'accident.

Photographies du site de l'accident
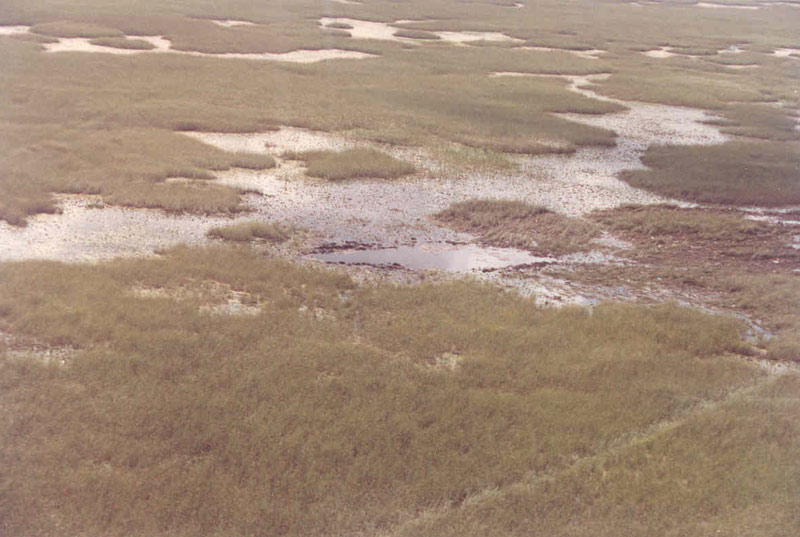
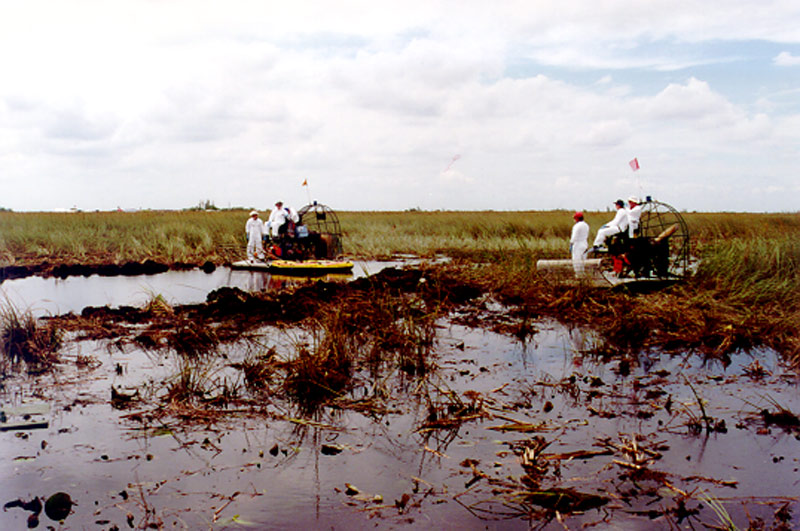
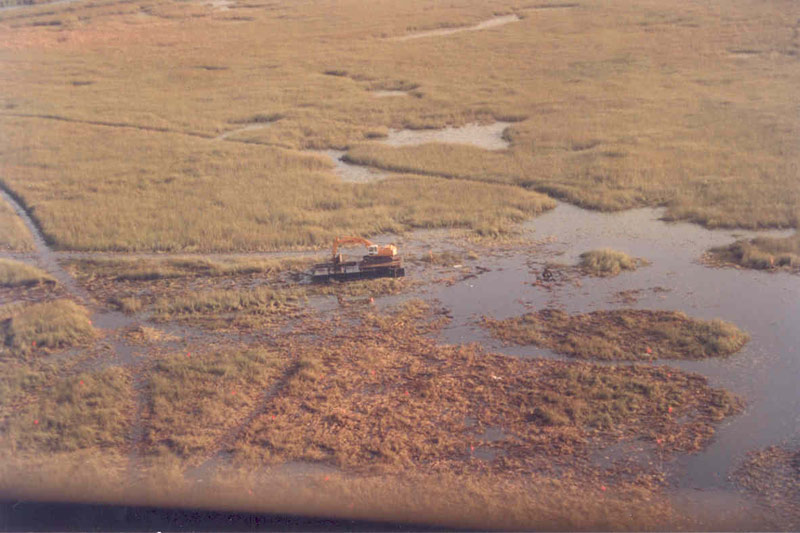
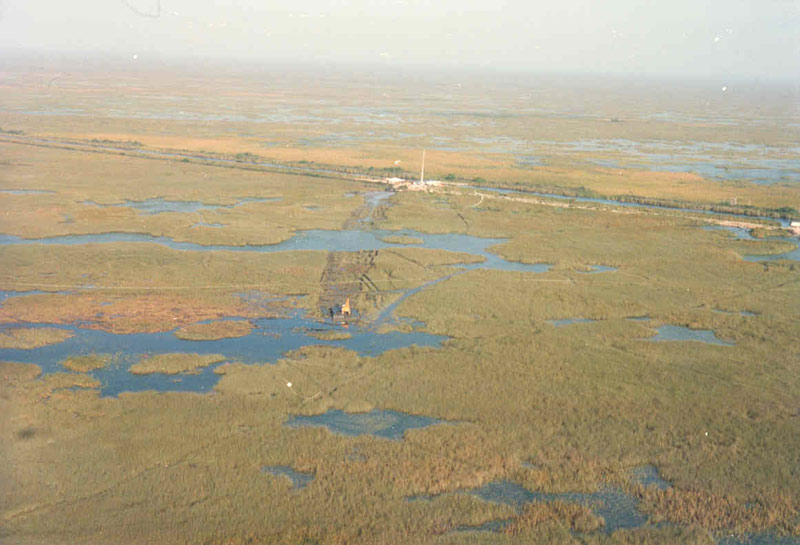

### Victimes

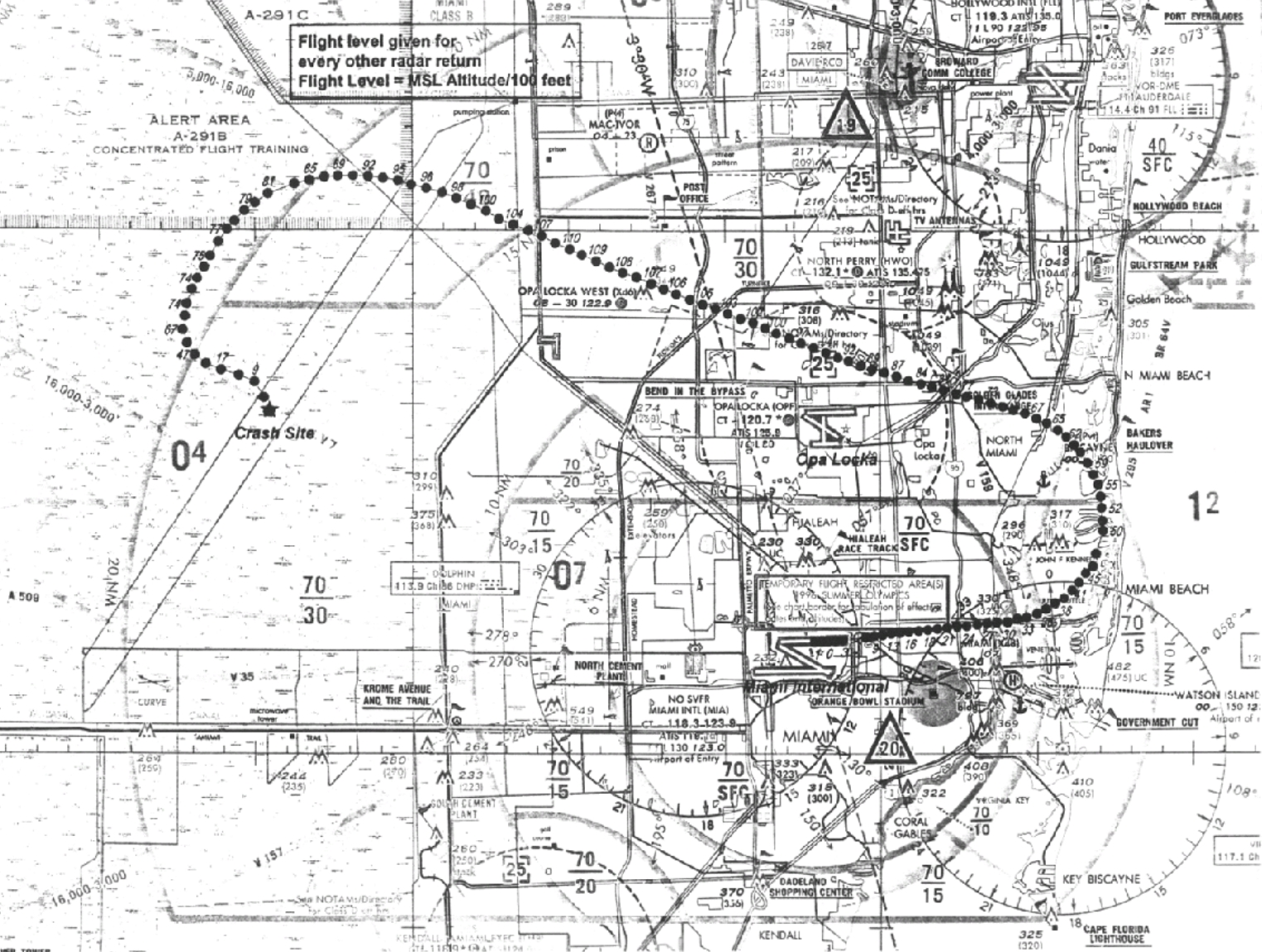
Carte de la trajectoire de vol et du site de l'accident.

La récupération des victimes prend plusieurs semaines, et peu de restes humains intacts sont retrouvés en raison de la violence de l'impact, de l'immersion dans l'eau des marais et de la faune qui a pu prélever certains restes humains,. Environ 68 des 110 personnes à bord de l'avion sont identifiées, dans certains cas par l'examen des mâchoires. Il a été prouvé qu'un lambeau de chair appartenait au copilote Hazen, mais les restes du commandant Kubeck n'ont jamais été retrouvés. En raison des facteurs mentionnés précédemment, il n'a pas été possible d'effectuer des tests de toxicologie sur les passagers et l'équipage pour déterminer leur niveau d'exposition aux fumées provenant de l'incendie.

## Enquête

### Incidents similaires
En 1986, un McDonnell Douglas DC-10 d'ATA Airlines, entretenu à l'aéroport international O'Hare de Chicago, avait été détruit au sol par un incendie provoqué par des générateurs chimiques d'oxygène. En 1988, huit ans avant l'accident de ValuJet, le McDonnell Douglas MD-80 du vol 132 d'American Airlines a connu un incident similaire : un incendie, causé par des matières dangereuses (principalement du peroxyde d'hydrogène), s'est déclaré dans la soute pendant que l'avion était en vol, mais dans ce cas, l'équipage a atterri en toute sécurité.
Après l'incident du vol 132, le conseil national de la sécurité des transports américain (NTSB) a recommandé à la Federal Aviation Administration (FAA) que toutes les soutes cargo de classe D (non accessibles par un membre de l'équipage en vol), soient dotées de détecteurs de fumée et de systèmes d'extinction d'incendie,.

### Causes

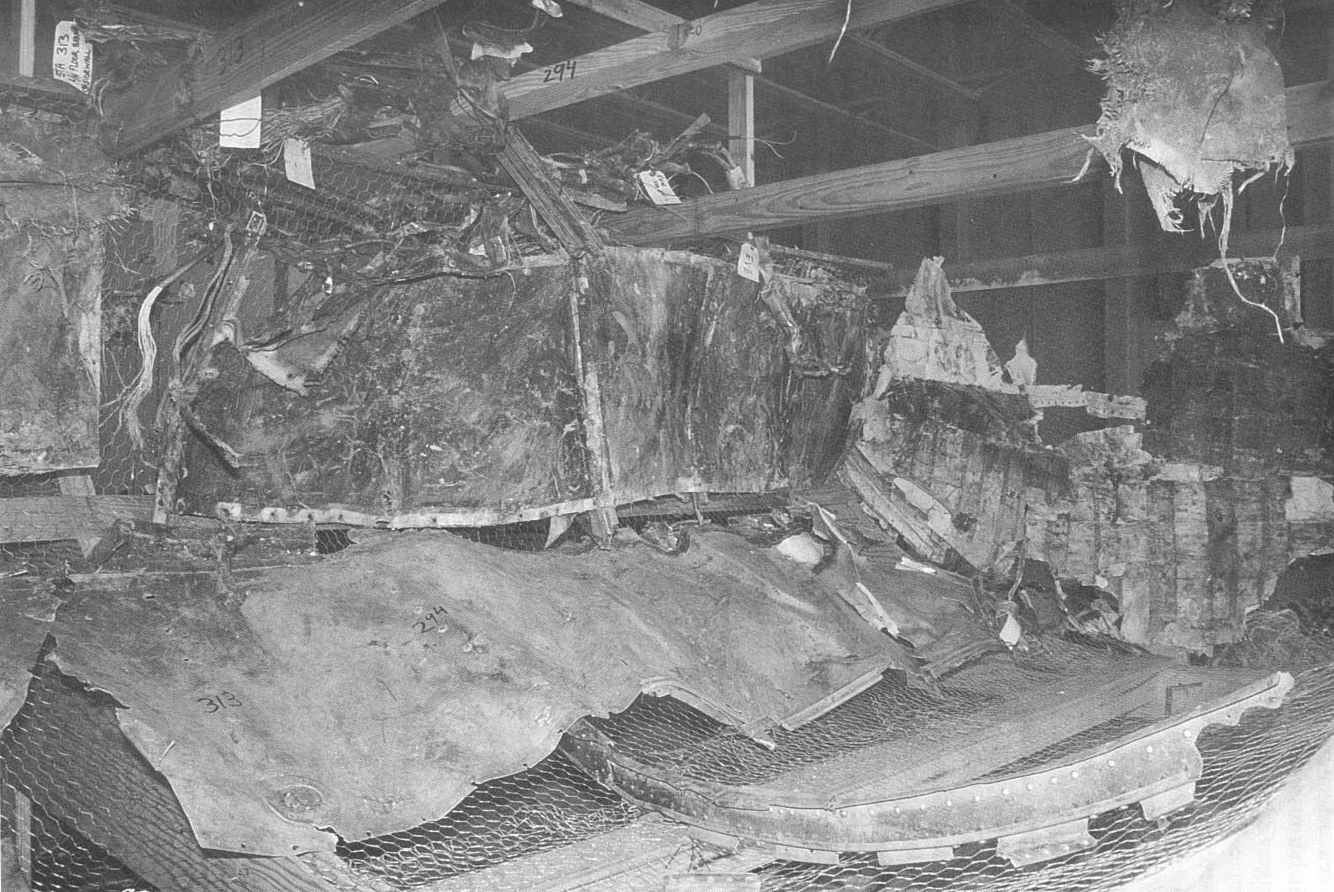
Le NTSB a procédé à une reconstruction tridimensionnelle du compartiment de chargement. Tous les débris récupérés et identifiés comme provenant de la soute avant ont été assemblés à taille réelle.

Au terme d'une enquête de quinze mois, le NTSB détermine que l'incendie qui a causé l'accident du vol 592 s'est développé dans la soute à cargo située sous la cabine passagers,,. La soute était de classe D, dans laquelle la protection contre les incendies est réalisée en isolant la soute de l'air extérieur. Tout incendie dans un tel compartiment étanche à l'air épuiserait rapidement tous les oxydants disponibles et finirait ensuite par s'étouffer. L'extinction des incendies pouvant être effectuée sans aucune intervention de l'équipage, ces soutes n'étaient pas équipées de détecteurs de fumée.

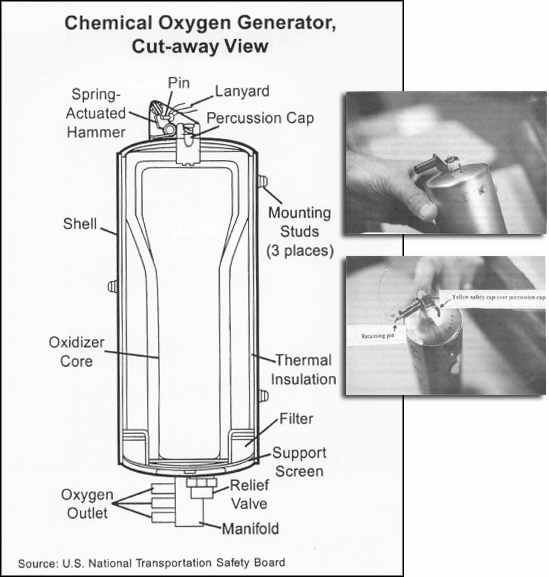
Un générateur chimique d'oxygène, vue en coupe (anglais).

Cependant, le NTSB a rapidement déterminé que juste avant le décollage, 144 générateurs chimiques d'oxygène périmés avaient été placés dans la soute dans cinq boîtes marquées COMAT (Company Materials - matériel de l'entreprise) par SabreTech, l'entrepreneur de maintenance de ValuJet, en violation des règlements de la FAA interdisant le transport de matières dangereuses dans les soutes de fret des avions de passagers,,.

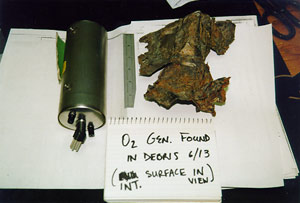
Photographie du NTSB d'un générateur chimique d'oxygène récupéré (à droite) avec un générateur neuf (à gauche).

Le fait de ne pas couvrir les percuteurs des générateurs avec les capuchons de sécurité prescrits rendait une activation accidentelle beaucoup plus probable. L'enquête a révélé que plutôt que de les recouvrir, les cordons attachés aux percuteurs étaient simplement coupés ou recouverts de ruban adhésif et du scotch était également utilisé pour coller les extrémités. Les employés de SabreTech ont indiqué sur le manifeste de cargaison que les « boîtes oxy », qui étaient emballées dans des boîtes et simplement scellées avec du ruban et du papier bulle, étaient « vides ». Les travailleurs de ValuJet ont ensuite chargé les caisses dans la soute, croyant à tort que les appareils qu'ils contenaient n'étaient que des bidons vides, donc « sûrs » et pouvant ainsi être transportés à bord d'un avion de passagers, alors qu'en fait il ne s'agissait pas de simples bidons à oxygène, et que la grande majorité d'entre eux n'était pas vide,.

Schéma (en anglais) d'un générateur chimique d'oxygène, se trouvant au-dessus des passagers à bord des avions, et qui produit, grâce à une réaction chimique, de l'oxygène mais provoque également une chaleur intense. Lorsqu'il est placé dans le compartiment au-dessus des passagers, un bouclier anti-chaleur (heat shield) protège les alentours de cette dernière.

Les générateurs chimiques d'oxygène, lorsqu'ils sont activés, produisent de l'oxygène pour les passagers si l'avion subit une décompression. Cependant, ils produisent également une grande quantité de chaleur en raison de la nature exothermique de la réaction chimique impliquée. Par conséquent, non seulement la chaleur et l'oxygène générés pouvaient causer un départ de feu, mais l'oxygène pouvait également entretenir l'incendie. Ce dernier a été aggravé par la présence de deux pneus d'avions principaux, d'un pneu avant et d'une roue qui figuraient également dans la liste des matériaux expédiés. La diminution de l'énergie électrique et le coup entendu par les pilotes ont finalement été déterminés comme étant le résultat de l'explosion d'un pneu dans la soute.
Les enquêteurs ont déterminé que l'avion a probablement subi une légère secousse pendant le chargement de la cargaison, le roulage ou le décollage et que l'un des générateurs d'oxygène s'est déclenché. Au cours du roulage et du décollage, le générateur activé est devenu de plus en plus chaud. Les boîtes et les emballages environnants se sont ensuite enflammés, provoquant un incendie.
L'examen des débris a suggéré que l'incendie avait consumé les panneaux de plancher de la cabine, entraînant une défaillance structurelle et des dommages aux câbles des commandes de vol de l'appareil et les deux pilotes n'avaient donc aucune chance de poser l'avion au sol en toute sécurité. Le rapport du NTSB sur l'accident indique que « le Bureau ne peut exclure la possibilité que les deux pilotes aient été frappés d'incapacité par la fumée ou la chaleur dans le cockpit pendant les sept dernières secondes du vol ».

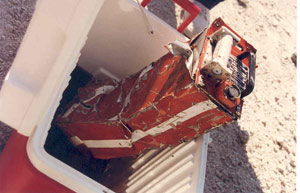
L'enregistreur de données de vol (FDR) récupéré de l'avion.

Les tests en laboratoire ont montré que des générateurs du même type pouvaient échauffer les matériaux voisins jusqu'à 260 °C. L'oxygène des générateurs a alimenté l'incendie dans la soute sans besoin d'air extérieur, rendant sans effet sa conception hermétique. Dans le test effectué par la FAA, dans lequel des générateurs d'oxygène similaires étaient placés dans un laboratoire, aux côtés de boîtes en carton et de bagages, la température du brasier a atteint plus de 1 700 °C au bout de seulement quelques minutes,.

Un bruit et une secousse entendus sur l'enregistreur phonique et corrélés à un pic bref mais important sur l'altimètre dans l'enregistrement des données de vol ont été attribués au changement soudain de pression de la cabine provoqué par l'explosion d'une des roues de la soute à cause de la chaleur. Les enquêteurs ont également déterminé que dans ce processus, l'incendie a commencé à détruire les câbles des commandes de vol qui couraient à l'arrière de l'avion, expliquant la perte de contrôle avant que l'avion ne s'écrase,.
Lors du vol, le fonctionnement de l'enregistreur phonique a été interrompu à deux reprises, dont une fois pendant 1 minute et 12 secondes. L'avion a percuté l'eau à 14 h 13 min 42 s, environ 10 minutes après le décollage. Le site d'impact était situé à l'extrémité ouest de la zone de conservation des eaux de la Floride 3B (en), entre deux digues, dans une zone connue sous le nom de « L-67 Pocket ».
À la suite de l'accident et de la publication de son rapport final, le NTSB a émis 33 recommandations de sécurité,. La plupart de ces recommandations portaient sur l'interdiction du transport des générateurs chimiques d'oxygène à bord des avions passagers et cargos lorsque ces derniers ont passé leur date d'expiration ou lorsque le noyau chimique n'a pas encore été épuisé (A-96-27 et -29), sur « l'accélération de la réglementation afin d'exiger des systèmes de détection de fumée et d'extinction d'incendie pour tous les compartiments de soute de classe D » (A-97-56), sur la formation des équipages afin d'apporter « des conseils aux pilotes des transporteurs aériens sur la nécessité de porter des masques à oxygène et des lunettes de protection contre la fumée dès la première indication d'une éventuelle urgence en cas de fumée ou d'incendie en vol » (A-97-58, -59 et -60), ainsi que d'autres recommandations sur la maintenance, l'emballage et le transport de marchandises dangereuses à bord des avions. La Federal Aviation Administration (FAA), qui est chargée de faire appliquer ou non les recommandations émises par le NTSB, a qualifié 26 recommandations comme « acceptables » et trois comme « inacceptables », quatre autres ayant été acceptées après révision, ce qui donne près de 91 % des recommandations émises finalement acceptées.

### Culpabilité
Le rapport du NTSB attribue la responsabilité de l'accident à trois parties :
- SabreTech, pour l'emballage et le stockage incorrects de matières dangereuses[56],[57],
- ValuJet, pour ne pas avoir supervisé SabreTech[58],[59],
- La FAA, pour ne pas avoir rendu obligatoires les systèmes de détection de fumée et d'extinction des incendies dans les soutes à marchandises comme recommandé en 1988 après un incident similaire[60],[14],[61],[62].

En 1997, un grand jury fédéral inculpe SabreTech pour avoir incorrectement manipulé des matières dangereuses et ne pas avoir formé ses employés à la bonne manipulation de ces matières et à de fausses déclarations,. Le superviseur de la maintenance de SabreTech, Daniel Gonzalez, et deux mécaniciens qui travaillaient dans l'avion, Eugene Florence et Mauro Valenzuela, ont été accusés de complot et de fausses déclarations. Deux ans plus tard, après avoir été reconnu coupable de mauvaise manipulation de matières dangereuses et de frais de formation inappropriés, SabreTech a été condamné à une amende de deux millions de dollars et à payer neuf millions de dollars en indemnités. Gonzalez et Florence ont été acquittés de toutes les charges, tandis que Valenzuela n'a pas comparu et a été condamné par contumace pour outrage à magistrat. En 2021, Valenzuela est toujours un fugitif et le FBI offre une récompense de 10 000 $ pour des informations sur sa localisation,,,.

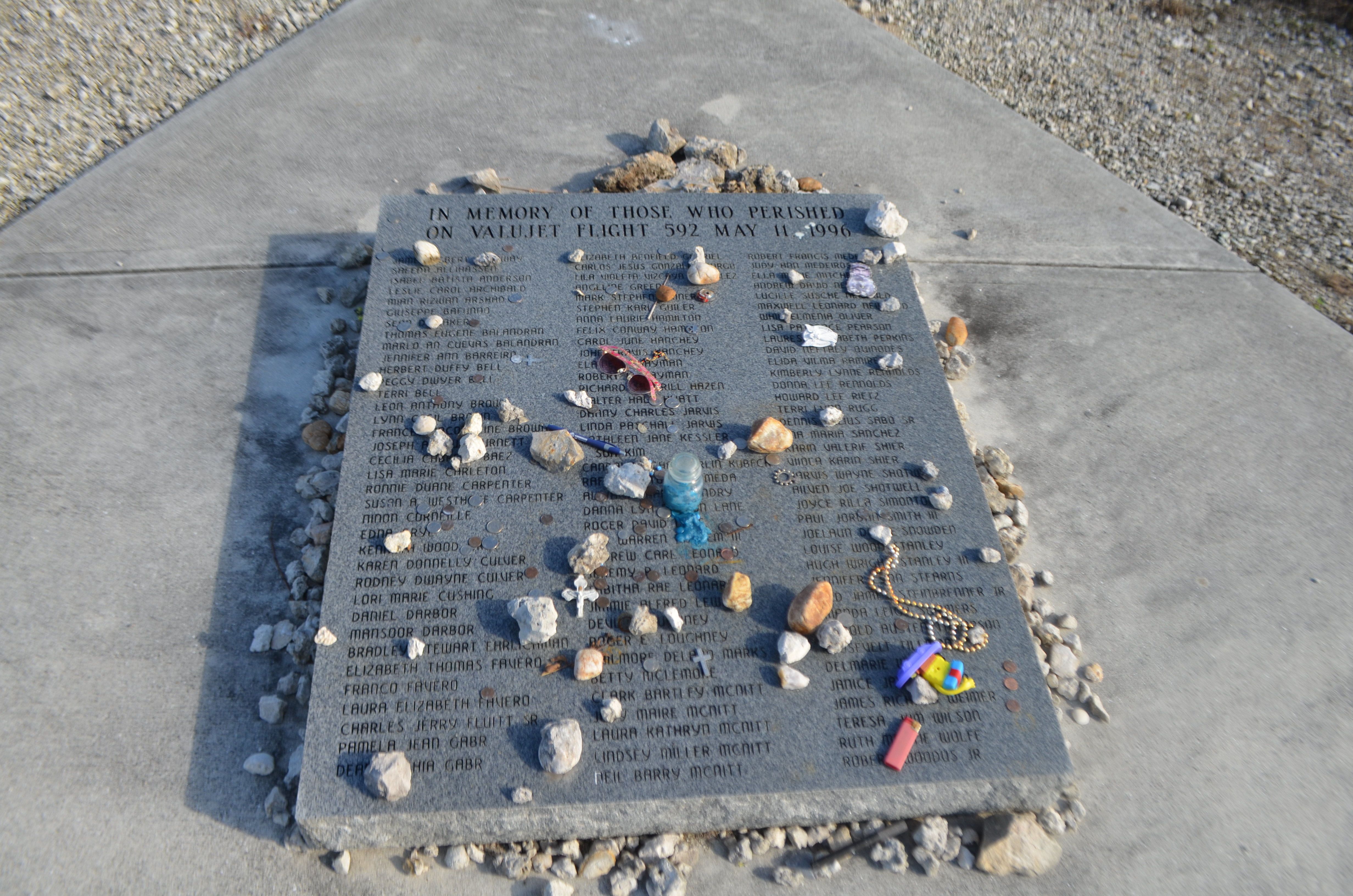
Les noms des victimes sur le mémorial dédié à l'accident.

ValuJet a été cloué au sol par la FAA le 16 juin 1996, et a été autorisé à reprendre les vols fin septembre, mais ne s'est jamais remis de l'accident,,. En 1997, la société a acquis AirTran Airways. Bien que ValuJet ait été le survivant nominal, les dirigeants de ValuJet pensaient qu'un nouveau nom était important pour regagner du trafic passagers,. En 2006, AirTran n'a fait aucune annonce majeure sur le 10e anniversaire de l'accident par respect pour les familles des victimes. En 2010, AirTran a été achetée par la compagnie aérienne Southwest Airlines.
De nombreuses familles des victimes du vol 592 ont été scandalisées que ValuJet n'ait pas été poursuivi, compte tenu du mauvais dossier de sécurité de la compagnie aérienne,,. Le taux d'incidents de ValuJet était non seulement l'un des plus élevés du secteur à bas prix,, mais également 14 fois plus élevé que celui des anciennes compagnies aériennes,. À la suite de l'accident, une note de service interne de la FAA a fait surface demandant si ValuJet aurait dû être autorisé à continuer ses opérations,,. Les familles des victimes soulignent également les déclarations faites par les responsables de ValuJet immédiatement après l'accident, qui ont amené beaucoup de gens à croire que ValuJet savait que les générateurs, qui avaient été retirés de deux autres avions de la compagnie, étaient dans l'avion et qu'elle avait ordonné de les retourner à son siège d'Atlanta plutôt que de les détruire correctement à Miami,.
Dans un article pour le magazine L'Express en juillet 1996 intitulé « les 110 victimes de la déréglementation », le journaliste Philippe Coste écrit : « C'était une affaire, et pas encore un scandale. Le 11 mai dernier, les 110 passagers du vol Valujet 592 s'offraient les meilleurs tarifs des États-Unis. Ils consacraient aussi, contre le diktat des grandes compagnies aériennes, l'irrésistible succès d'un fier concurrent, couvé par les autorités comme un bienfaiteur public. Jusqu'à l'absurde. Jusqu'à son crash, ce jour-là, dans les marais de Floride. [...]. Juste après le drame, les directeurs de la FAA - l'administration chargée de la réglementation du transport aérien - rassurent la population sur « l'impeccable sécurité des avions de Valujet ». [...]. Valujet, passée de 2 à 51 avions, de 300 à 9 000 vols mensuels en moins de deux ans, multiplie les bavures de maintenance, sans encourir d'autre sanction que les suaves « recommandations » du ministère des Transports et de la FAA, plus préoccupée par la promotion du transport aérien que par son rôle de gardienne de la sécurité. Les passagers du vol 592 auraient aimé le savoir. ».

## Conséquences et hommages

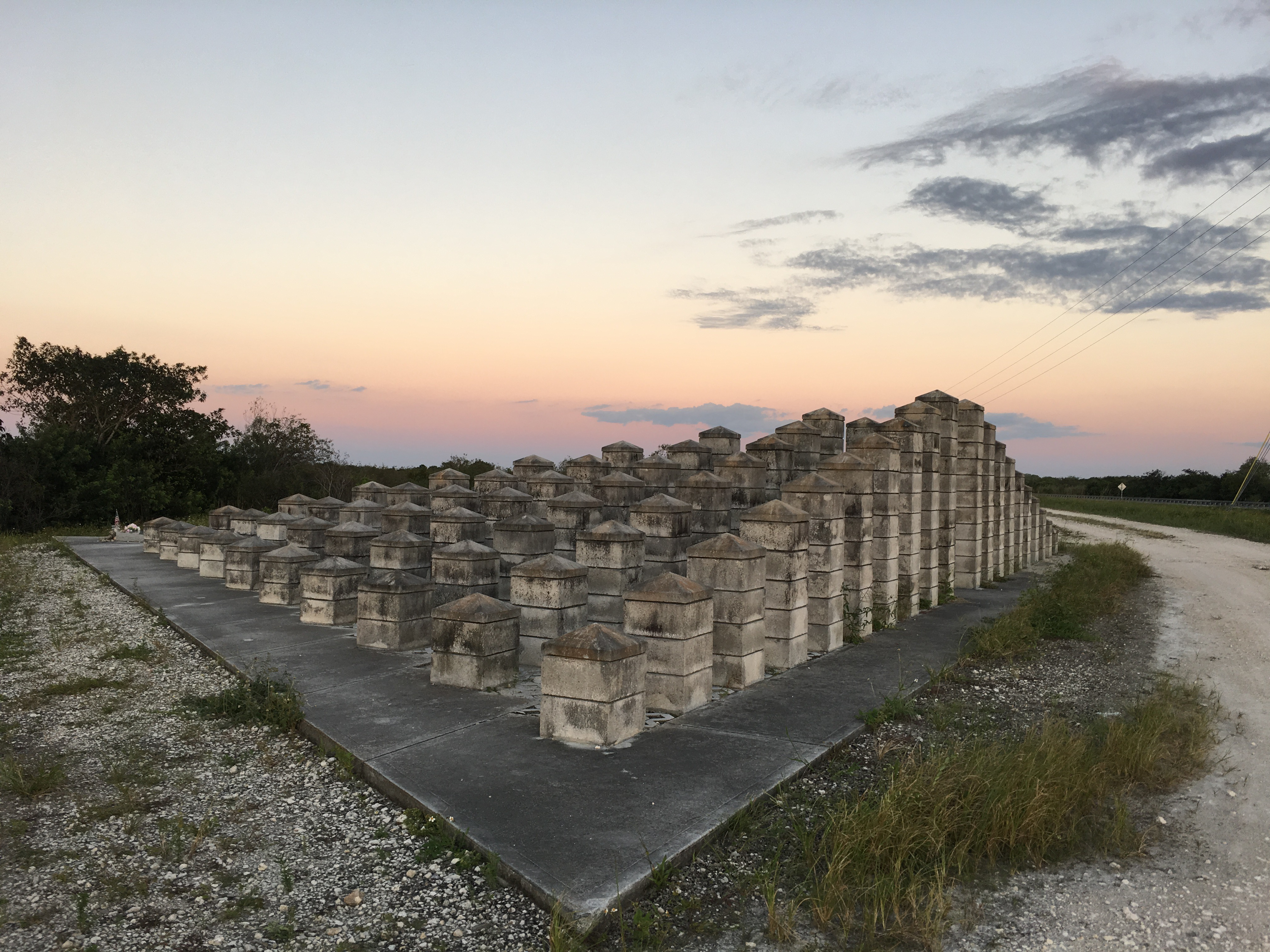
Mémorial des victimes du vol ValuJet 592.

Les détecteurs de fumée dans les soutes peuvent alerter les pilotes d'un incendie bien avant que le problème ne se manifeste dans la cabine, et un système d'extinction d'incendie permet de gagner un temps précieux pour faire atterrir l'avion en toute sécurité,. En février 1998, la FAA a publié des normes révisées exigeant que toutes les soutes à marchandises de classe D soient converties au début de 2001 en classes C ou E ; ces types de soutes disposent d'un équipement supplémentaire de détection et d'extinction d'incendie.
Après l'accident, ValuJet a cessé d'utiliser 592 comme numéro de vol. À la suite de leur fusion avec AirTran dans laquelle AirTran était la compagnie aérienne survivante, le vol 592 a également été retiré des numéros de vol. Le 5 janvier 2015, peu de temps après la fusion complète d'AirTran,, Southwest Airlines a également retiré l'utilisation du numéro 592 comme identifiant de vol,.

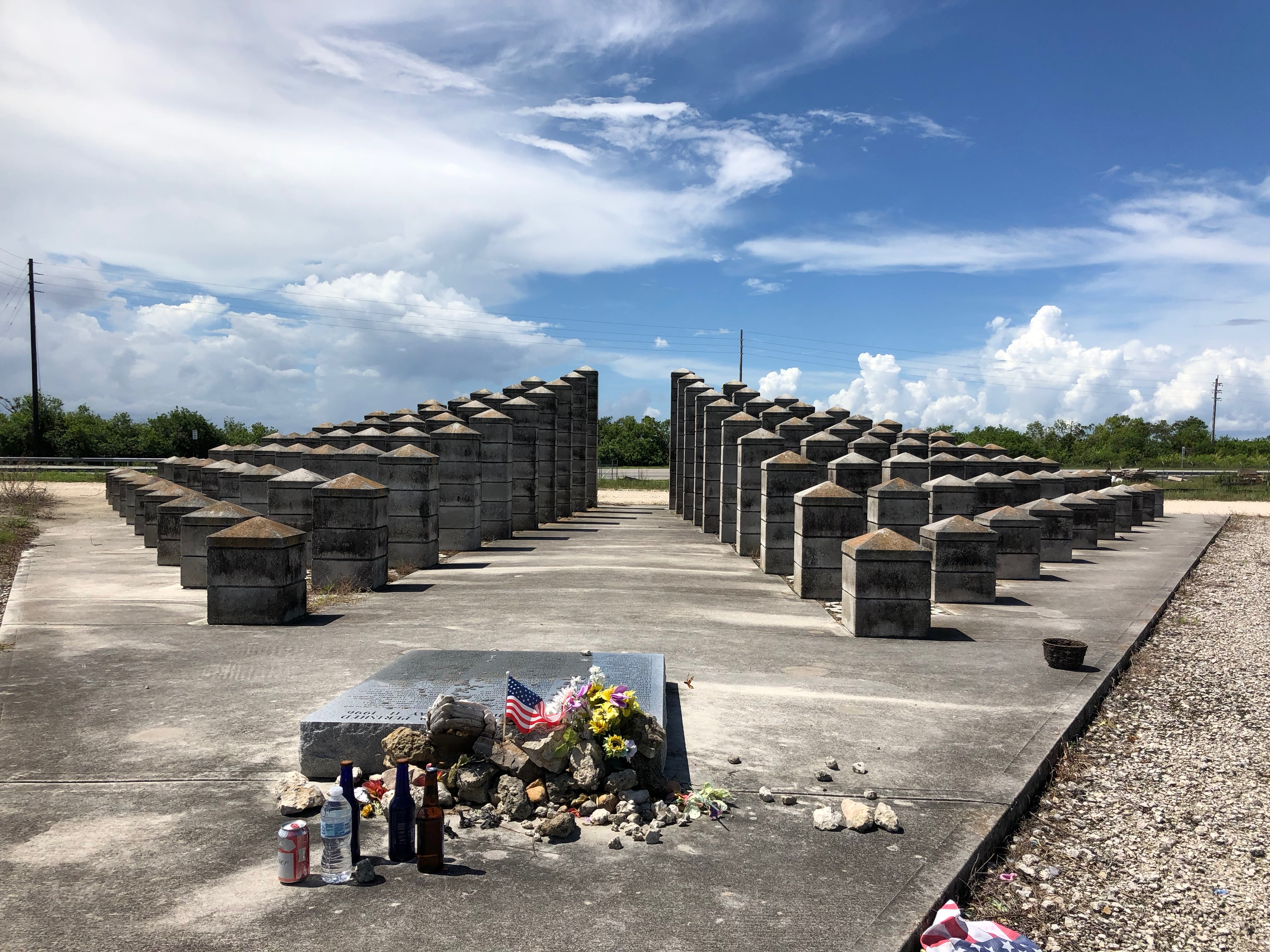
Photographie du mémorial de l'accident en août 2018.

En 1999, à l'occasion du troisième anniversaire de l'accident, un mémorial dédié aux victimes a été inauguré. Composé de 110 piliers en béton, il est situé juste au nord de Tamiami Trail, à environ 19 kilomètres à l'ouest de Krome Avenue dans le comté de Miami-Dade. Il se situe également à 19 kilomètres au sud-sud-ouest du site de l'accident. Les étudiants de l'American Institute of Architecture ont conçu le mémorial et les entrepreneurs locaux, les maçons et les syndicats l'ont construit gratuitement.
L'accident a fait du commandant Candalyn Kubeck la première femme commandant de bord à mourir dans un accident d'avion commercial. En son honneur, la fondation de la National Intercollegiate Flying Association (NIFA), en collaboration avec les familles Chamberlain et Kubeck, a créé le « Candi Chamberlain Kubeck Award ». La bourse de 1 000 $ est remise lors de la conférence annuelle internationale des femmes dans l'aviation (WAI) à la meilleure pilote au niveau national au sein d'une université.
Dans un article du Miami Herald du 4 juin 2013, un résident local a déclaré qu'en fouillant dans les herbes hautes, il avait trouvé un pendentif en or partiellement fondu dans la même zone, qui proviendrait peut-être du crash de ValuJet ou de l'accident du vol Eastern Air Lines 401, survenu à environ 5,6 kilomètres du lieu de l'accident de ValuJet,.

## Documentaires télévisés
- L'accident a fait l'objet d'un épisode dans la série télévisée Air Crash nommé « Feu en cabine » (saison 12 - épisode 2).
- Crash dans les Everglades, 6e épisode de la 3e saison de La Minute de vérité sur National Geographic Channel et sur Direct 8.